# Constant de Hafner–Sarnak–McCurley
La constant de Hafner–Sarnak–McCurley és una constant matemàtica que representa la probabilitat que els determinants de dues matrius quadrades d'enters elegides aleatòriament siguin coprimers. La probabilitat depèn de la mida de la matriu, n, segons la fórmula:
{\displaystyle D(n)=\prod _{k=1}^{\infty }\left\{1-\left[1-\prod _{j=1}^{n}(1-p_{k}^{-j})\right]^{2}\right\},}
on pk és el k-èssim nombre primer. La constant és el límit de l'expressió quan n tendeix a infinit. El seu valor és d'aproximadament 0.3532363719... (successió A085849 a l'OEIS).